# Ếch cây sần sương mù
Ếch cây sần sương mù (danh pháp khoa học: Theloderma nebulosum) là một loài ếch trong họ Rhacophoridae. Đây là loài đặc hữu của Việt Nam.

## Mô tả
Năm 2011, các nhà khoa học Việt Nam và Australia gồm Jodi Justine Lyon Rowley, Lê Thị Thùy Dương, Hoàng Đức Huy, Đậu Quang Vinh & Cao Tiến Trung phát hiện loài này cùng loài Theloderma palliatum ở vùng cao nguyên Kontum và cao nguyên Lâm Viên ở Việt Nam.
Loài này không có răng lá mía. Chi trước mảnh và dài, các đầu ngón đều có giác bám hình tròn phát triển tốt. Nó được đặt tên theo môi trường sống ở cao nguyên thường có sương mù bao phủ. Da của loài này có nếp nhăn, các vết sần trên sống lưng vôi hóa, chi trước không có màng bơi; lưng màu nâu, mắt hai màu (1/3 phía trên màu nâu vàng nhạt và phía dưới nâu đỏ đậm).